# Битка при Ваграм
Битката при Ваграм (Wagram) е част от Войната на петата коалиция (една от Наполеоновите войни). На 5 и 6 юли 1809 г. австрийската армия под командата на ерцхерцог Карл (брат на император Франц II) и френската армия на Наполеон I се сблъскват близо до Виена, за да се реши победителят във войната. Победата на французите довежда до капитулацията на Австрийската империя и унизителния договор в Шонбрун.

## Предистория
Войната започва през април 1809 г. с настъпление на австрийците, но след поражението им при Екмюл се налага да отстъпват. На 13 май Наполеон влиза във Виена и се настанява в императорския дворец Шьонбрун. Така той контролира десния (тоест южния) бряг на Дунав, а ерцхерцог Карл се разполага на левия. На 21 и 22 май французите се опитват чрез понтонни мостове да се прехвърлят срещу австрийците и да предизвикат решително сражение. Те действително се установяват между селата Асперн и Еслинг, където се започва яростно сражение. То има променлив успех, но в крайна сметка опитът не успява, тъй като нестабилните мостове не позволяват прехвърлянето на достатъчно подкрепления. Изгубвайки между 16 и 20 хил. войници, французите се оттеглят.
Битката при Асперн-Еслинг е едно от малкото поражения на Наполеон. То е използвано от враговете му с пропагандна цел, внушавайки, че идва началото на края му. Пускат се слухове, че той е убит и се насърчава недоволството от неговата власт в Германия и Холандия. Карл дори пише „Призив към германската нация“, за да предизвика всеобщо въстание. Сега императорът се нуждае от голяма победа и то бързо, за да възстанови престижа си и да стабилизира Първата империя.

## Ход на битката

### Преминаването на Дунав
Опиянен от успеха, Карл допуска сериозна грешка. Той вярва, че Наполеон ще опита отново да премине Дунав при остров Лобау и нарежда да се изградят отбранителни редути при Асперн и Еслинг, на които да се разположат множество оръдия. Той фатално подценява находчивостта и въображението на противника си, поради което се оставя да бъде надхитрен.
Французите наистина се готвят за ново преминаване на реката, но по-надолу, на 10 – 11 километра. Наполеон замисля и подготвя операцията по-внимателно, така че да остане в тайна. При това той получава подкрепления от Италия (армията на доведения му син Йожен Боарне) и от Илирия, откъдето пристига маршал Мармон.
През нощта на 4 срещу 5 юли се извива буря и всякакво минаване изглежда невъзможно. Това заблуждава австрийците и те спират всякакво следене на бреговете. Наполеон решава, че това е неговият шанс и изпраща понтониерите. За няколко часа три моста са готови, а на сутринта на левия бряг вече има 30 000 французи. До обед, когато пристигат първите австрийци, те вече са 150 000, така че преминаването се увенчава с категоричен успех.

### Битката
На 5 юли ситуацията е такава, че австрийците вече няма защо да бързат – те са допуснали прехвърлянето на противника. Наполеон, обратно, нарежда да започне атака, за да изпревари идването на сериозни подкрепления за Карл – армията на брат му ерцхерцог Йохан от Италия, който така и не се появява. Атаката е прибързана и от самото начало – неуспешна, затова е отменена. Истинското начало на битката се отлага за 6 юли.
Армията на Карл се укрепява на хълмовете при Ваграм, край самия дунавски бряг. Тя наброява 150 хил. души, колкото са и французите. Дотогава толкова много хора не са се събирали в едно сражение. Наполеон поставя Луи Даву на десния (северния) фланг с нареждането да напада по-настойчиво и да притисне австрийците. На левия фланг застава Андре Масена. Тъй като при пресичането на моста, той бил ранен, затова командва своят корпус от колесница.  Трябва на всяка цена да не допусне пробив на австрийската конница и откъсване на френската армия от брега. Тук събитията приемат решителен характер, защото точно такъв е австрийският план. В разгара на боя изглежда, че те ще успеят. Масена обаче, макар и ранен, не се отказва от командването. Подражавайки на Наполеон, той продължава да ръководи от каляска (не може да се държи на кон) и успява да организира контраатака.
В този момент Карл прави втора грешка, като прехвърля няколко батальона на своя десен фланг. Наполеон това и чака – като вижда, че австрийците се разтеглят и оголват центъра си, той трескаво концентрира силите си там, както и над 200 оръдия. Техният огън опустошава австрийските редици, след което пехота и кавалерия тръгват напред и с лекота пробиват фронта на противника. Настъплението, предприето от 8000 души, се ръководи от генерал Макдоналд, който вдъхновява войниците със смелостта си. То обаче коства твърде много жертви – 6500 загиват за по-малко от час. В ранния следобед австрийската армия се оказва в критично положение: разделена на две, притисната от силите на Даву на ваграмското плато. Тя няма друг избор, освен да отстъпи, а изтощените до краен предел французи се отказват от преследване.

## Резултати
Тази битка коренно променя ситуацията. Карл отстъпва на север, към Чехия, но пет дни по-късно е принуден към ново сражение – при Знайм. След него Франц ІІ иска примирие. Наполеон обаче е твърде ядосан на австрийците и предлага условия, при които империята им ще бъде разрушена. Затова преговорите се отлагат. С времето обаче става ясно, че помощ няма да дойде отникъде и в началото на есента мирните преговори тръгват по-спокойно. След като френският император смекчава позицията си, е постигнат мирът от Шонбрун.
Ваграм е една от най-големите победи на Наполеон. Тя не е така убедителна като Аустерлиц или Йена-Ауерщед, но е постигната срещу по-добре подготвен и мотивиран противник. Няма друга битка, в която артилерията да е изиграла толкова важна роля. Френската страна дава тежки жертви – генерал Ласал е убит, Бесиер е тежко ранен. Императорът е във възторг от геройското поведение на Жак Макдоналд и го обявява за маршал, както и други висши офицери – Удино и Мармон. Даву е награден с титлата принц на Екмюл.